# Sine qua non
Sine qua non ou conditio sine qua non é uma expressão que se originou do termo legal em latim que pode ser traduzido como “sem a/o qual não pode ser”. Refere-se a uma ação cuja condição ou ingrediente é indispensável e essencial.
Como um termo latino, ocorre no trabalho de Boethius, e originou-se nas expressões aristotélicas.

## Uso
Em tempos recentes passou de um termo meramente usado nos meios legais para uma expressão generalizada usada em várias línguas, incluindo o inglês, alemão, francês, italiano, etc. O seu plural é sine quibus non.
No latim clássico, a forma correta usa a palavra condicio, mas algumas vezes a frase é encontrada com a palavra conditio, a qual tem diferente significado em latim (fundação). A expressão também é utilizada em Direito, Economia, Filosofia, Teologia e na área das ciências da saúde.

## No Brasil
No direito penal brasileiro, conditio sine qua non é a condição sem a qual não existe o crime. É visto no estudo do nexo de causalidade, sendo uma forma de resolvê-lo. Não havendo o conditio sine qua non, não há nexo de causalidade, e nem há crime, como diz o Art. 13 do Código Penal: "o resultado, de que depende a existência do crime, somente é imputável a quem lhe deu causa. Considera-se causa a ação ou omissão sem a qual o resultado não teria ocorrido."

## No Direito Penal Militar
No Código Penal Castrense a relação de causalidade do crime é embasada no artigo 29, tal artigo adotou a teoria da "CONDITIO SINE QUA NON", que como dito anteriormente, nada mais é que a causa da ação/omissão sem a qual o resultado não teria ocorrido".